# Années 1660
Les années 1660 couvrent la période de 1660 à 1669.

## Événements
- 1660 : 
  - restauration anglaise[1].
  - traités d'Oliva et de Copenhague ; fin de la première guerre du Nord[2].
- 1660 et 1661 : création de grandes institutions scientifiques la Royal Society en Angleterre (1660) et l'académie des sciences (1666), qui évoquent les découvertes récentes lors de leurs séances. Des revues paraissent comme le journal des savants  et les Philosophical Transactions (1665)[3].

- 1660-1661 : révolte de la Cachaça au  Brésil[4].
- 1660-1662 : crise de l'avènement en France. Séries de mauvaises récoltes, disette et épidémies responsable de plus d'un million de morts[5].
- 1660-1667: troisième guerre franco-iroquoise[6].
- 1661 : fin de la guerre néerlando-portugaise au traité de La Haye[7].
- 1661-1663 : la première Bible imprimée en Amérique du Nord est la traduction de John Elliot en algonquin (le nouveau Testament en 1661, l'Ancien en 1663[8].
- 1662 : l'affaire de la garde corse déclenche une crise entre la France et le Saint-Siège. Avignon et le Comtat sont occupés de 1663 à 1664[9].
- 1662-1669 : première vague d'ordonnances contre les protestants de France. Le démantèlement progressif des libertés politiques et religieuses des protestants est mis en œuvre[10], annonciateur de l'édit de Fontainebleau qui révoque l'édit de Nantes en 1685. Interdiction des levées de taxes par les consistoires pour les besoins du culte, suppression du synode national des huguenots (1662) et des chambres mi-parties (1669)[11], interdiction d’exercer des offices et certaines professions dans l’artisanat (lingères, potiers d’étain) et les professions libérales (avocat, médecin)[12].
- 1664 : 
  - première victoire en rase campagne des troupes européennes coalisées contre l'armée ottomane à la bataille de Saint-Gothard[13].
  - les Français implantent une colonie à Cayenne[14].
- 1664-1666 : grande peste de Londres[15].
- 1665-1666 :
  - annus mirabilis de Newton qui mène des recherches en mathématiques (analyse), sur la cosmologie (gravitation universelle) et l'optique (théorie de la couleur)[16].
  - insurrection en Pologne dirigée par l’hetman Georges Lubomirski. La diète polonaise fait échouer le plan du parti français qui visait à désigner le duc d’Enghien comme successeur à Jean II Casimir Vasa[17].
- 1665-1667 : deuxième guerre anglo-néerlandaise[2].
- 1666 : grand incendie de Londres[18].
- 1667-1668 : guerre de Dévolution[2].
- 1668 : l'Espagne reconnaît l'indépendance du Portugal au traité de Lisbonne ; fin de la guerre de restauration[2].
- 1669 : capitulation de Candie. La Crète tout entière passe sous la domination de l'Empire Ottoman après 22 ans de guerre contre Venise[19].

## Personnalités significatives
- Catherine de Bragance
- Charles II d'Angleterre
- Charles II d'Espagne
- Jean-Baptiste Colbert
- Johan de Witt
- Mary Dyer
- Nicolas Fouquet
- Henriette d'Angleterre
- Kangxi
- Fazıl Ahmet Köprülü
- Louis XIV
- Marie-Anne d'Autriche
- Michel Le Tellier
- Hugues de Lionne
- Rachid du Maroc
- Stenka Razine
- Shivâjî Bhonsla
- Sabbataï Tsevi